# Phaonia lamellicauda
Phaonia lamellicauda är en tvåvingeart som beskrevs av Xue och Feng 2002. Phaonia lamellicauda ingår i släktet Phaonia och familjen husflugor.
Artens utbredningsområde är Sichuan (Kina). Inga underarter finns listade i Catalogue of Life.